# Les Avellanes i Santa Linya
Les Avellanes i Santa Linya är en kommun i Spanien.   Den ligger i provinsen Província de Lleida och regionen Katalonien, i den nordöstra delen av landet, 400 km öster om huvudstaden Madrid. Antalet invånare är 458. Arean är 103 kvadratkilometer. Les Avellanes i Santa Linya gränsar till Àger, Os de Balaguer och Camarasa. 
Terrängen i Les Avellanes i Santa Linya är kuperad.